# جیمز جان کاوپرتویت
جیمز جان کاوپرتویت (انگلیسی: John James Cowperthwaite؛ ۲۵ آوریل ۱۹۱۵ – ۲۱ ژانویهٔ ۲۰۰۶) از کارکنان مدنی اهل بریتانیا بود که وزارت دارایی هنگ کنگ را به مدت ۱۰ سال بر عهده داشت. ورود سیاست‌های اقتصادی بازار آزاد به دست او به هنگ کنگ و تبدیل هنگ کنگ پس از جنگ به یک مرکز شکوفای اقتصاد جهانی اعتبار بالایی دارد.